# Erik Crone (skådespelare)
Erik Crone född 14 september 1896 i Köpenhamn, död 27 mars 1971 var en dansk skådespelare.
Crone inledde sin karriär som barnskådespelare vid olika teatrar, och medverkade 1909-1912 i ett stort antal filmer producerade av Nordisk Film. Redan som 19-årig blev han direktör för Baltisk Film Kompagni.

## Filmografi
- 1910 - Livets storme
- 1910 - Den sorte hånd - pojke
- 1910 - Den stjålne millionobligation
- 1910 - Den ny Huslærer
- 1911 - Jernbanens datter
- 1911 - Det gale pensionat - servitör
- 1911 - Gadeoriginalen
- 1911 - Hævnen er sød - pojke
- 1912 - Operabranden - savoyardpojke
- 1914 - Carl Alstrup som soldat